# Irix Lens
Irix Lens – marka obiektywów fotograficznych produkowanych w Korei Południowej, będąca efektem współpracy koreańskich inżynierów oraz fotografów i projektantów z Europy. W projekcie, wraz z gronem specjalistów, aktywnie uczestniczy firma Q Media z Krakowa. Właścicielem marki Irix jest firma TH Swiss z siedzibą w Szwajcarii.
Obiektywy Irix przeznaczone są do pełnoklatkowych lustrzanek cyfrowych (DSLR) z mocowaniami: Canon EF, Nikon F i Pentax K. Ofertę marki Irix uzupełniają produkty serii Edge, wśród których znajdują się filtry ochronne, polaryzacyjne, szare oraz uchwyty filtrowe.
Obiektyw Irix znalazł się na pokładzie polskiego satelity Światowida.

## Produkty

### Obiektywy

#### Irix 15 mm f/2.4
Szerokokątny rectalinearny obiektyw o ogniskowej 15 mm i światłosile f/2.4. Zaprezentowany został 18 marca 2016 roku, a wprowadzony do sprzedaży 6 września 2016. Zapewnia maksymalny kąt widzenia 110 stopni oraz prostoliniowe odwzorowanie obrazu, przy jednoczesnym zachowaniu bardzo małej dystorsji beczkowatej, wynoszącej mniej niż 2%. Obiektyw kompatybilny jest z lustrzankami cyfrowymi formatu małoobrazkowego 35mm, wyposażonymi w bagnet Canon EF, Nikon F lub Pentax K. Dostępne są dwie wersje wykończeniowe obiektywu, tj. Firefly oraz Blackstone, różniące się jakością wykonania oraz rodzajem uszczelnień.
Mocowanie filtrów
Obiektyw wyposażony jest w przedni gwint filtrowy rozmiaru 95 × 1.0 mm oraz tylny uchwyt na filtry żelatynowe, rozmiaru 29 × 29mm. Osłona przeciwsłoneczna obiektywu zawiera okienko filtrowe, pozwalające operować filtrem polaryzacyjnym. W miejsce osłony przeciwsłonecznej można także zamocować uchwyt filtrowy Irix Edge IFH-100 (służy do tego specjalny adapter IFHA-A15).
Nastawianie ostrości
Obiektyw nie posiada autofokusa. Nastawianie ostrości odbywa się ręcznie, za pośrednictwem szerokiego pierścienia. W celu ułatwienia posługiwania się obiektywem wyposażono go w dodatkowy pierścień focus lock, który pozwala zablokować pozycję pierścienia ostrości lub płynnie regulować jego opór.
Regulacja przysłony
Obiektyw wyposażony jest w układ elektroniczny, pozwalający sterować przysłoną z poziomu aparatu i nie posiada klasycznego pierścienia przysłony.
Uszczelnienia
Każdy obiektyw Irix wyposażony jest w uszczelnienia, które zabezpieczają jego wnętrze przed niekorzystnymi warunkami atmosferycznymi, takimi jak kurz, wilgoć oraz przypadkowe zachlapania wodą. Ilość i rodzaj zastosowanych uszczelnień może różnić się w zależności od wersji wykończeniowej.
Specyfikacja
| Format obrazu                        | 35 mm (pełna klatka)                               |
| Ogniskowa                            | 15 mm                                              |
| Kąt widzenia                         | 110° (diagonalnie)                                 |
| Zakres odległości ostrzenia          | 0.25 m (0.82 ft) – ∞                               |
| Współczynnik odwzorowania            | 1:9                                                |
| Nastawianie Ostrości                 | ręczne z funkcją blokady                           |
| Zakres przysłon                      | f/2.4 – f/22                                       |
| Regulacja przysłony                  | elektroniczna, z poziomu aparatu                   |
| Konstrukcja przysłony                | 9-listkowa, zaokrąglona                            |
| Konstrukcja optyczna                 | 15 elementów w 11 grupach, 3 × HR, 2 × ED, 2 × ASP |
| Rozmiar filtra przedniego            | 95 × 1.0 mm                                        |
| Rozmiar uchwytu na filtry żelatynowe | 30 × 30 mm                                         |
| Dostępne mocowania                   | Canon EF, Nikon F, Pentax K                        |
| Wymiary (średnica × długość)         | 114 × 100 mm (4.49″ × 3.94″)                       |
| Waga                                 | 581–685 g                                          |

#### Irix 11 mm f/4
Specyfikacja
| Format obrazu                        | 35 mm (pełna klatka)             |
| Ogniskowa                            | 11 mm                            |
| Kąt widzenia                         | 126° (diagonalnie)               |
| Zakres odległości ostrzenia          | 0.275 m (0.9 ft) – ∞             |
| Współczynnik odwzorowania            | 1:13                             |
| Nastawianie ostrości                 | ręczne z funkcją blokady         |
| Zakres przysłon                      | f/4.0 – f/22                     |
| Regulacja przysłony                  | elektroniczna, z poziomu aparatu |
| Konstrukcja przysłony                | 9-listkowa, zaokrąglona          |
| Konstrukcja optyczna                 | 16 elementów w 10 grupach        |
| Rozmiar filtra przedniego            | nie                              |
| Rozmiar uchwytu na filtry żelatynowe | 30 × 30 mm                       |
| Dostępne mocowania                   | Canon EF, Nikon F, Pentax K      |
| Wymiary (średnica × długość)         | 118 × 103 mm (4.49″ × 4.05″)     |
| Waga                                 | 730–790 g                        |

### Filtry
Filtr polaryzacyjny Irix Edge
Filtr polaryzacyjny Irix Edge CPL dzięki redukcji odblasków od niemetalicznych powierzchni zapewnia lepszą separację kolorów, zwiększa ich nasycenie oraz zmniejsza kontrast przy zdjęciach wykonywanych pod światło. Lekka, niskoprofilowa oprawka filtra zaprojektowana została specjalnie do obiektywów Irix, dzięki czemu doskonale harmonizuje z ich klasycznym wzornictwem, nie powodując przy tym winietowania z obiektywem 15mm f/2.4. Dodatkowy gwint na filtrze pozwala na zamocowanie dekielka rozmiaru 95mm, stanowiąc dodatkową ochronę obiektywu w czasie transportu, a specjalna „koronka” w górnej części oprawki zapewnia wysoki komfort pracy (przy korzystaniu z okienka filtrowego w osłonie przeciwsłonecznej). Szklane powierzchnie filtra pokryte zostały wielowarstwowymi powłokami antyrefleksyjnymi, zapewniającymi wysoką transmisję światła i naturalne kolory. Dzięki dodatkowej powłoce hydrofobowej filtr odporny jest na tłuste zabrudzenia i doskonale sprawdzi się w niesprzyjających warunkach pogodowych.

#### Filtry szare Irix Edge ND
Filtr szary Irix Edge, w zależności od gęstości optycznej, pozwala wydłużyć czas naświetlania nawet 1000-krotnie. Szklana powierzchnia filtra została pokryta wielowarstwowymi powłokami antyrefleksyjnymi, zapewniającymi wysoką transmisję światła i naturalne kolory. Dzięki dodatkowej powłoce hydrofobowej NANO, filtr charakteryzuje się zwiększoną odpornością na mokre i tłuste zabrudzenia, doskonale sprawdzając się w niekorzystnych warunkach pogodowych.

#### Filtr UV / ochronny Irix Edge
Filtr Irix Edge UV odcina niepożądane promieniowanie UV, mogące powodować spadek kontrastu na zdjęciach krajobrazowych wykonywanych w górach i na dużej wysokości. Lekka, niskoprofilowa oprawka filtra zaprojektowana została specjalnie do obiektywów Irix 15mm f/2.4, dzięki czemu doskonale harmonizuje z ich klasycznym wzornictwem, nie powodując przy tym winietowania. Dodatkowy gwint w górnej części filtra pozwala zamocować dekielek w rozmiarze 95mm, stanowiąc tym samym dodatkową ochronę obiektywu w czasie transportu. Szkło filtra pokryte zostało wielowarstwowymi powłokami antyrefleksyjnymi, zapewniającymi wysoką transmisję światła (99.3%) oraz neutralną kolorystykę zdjęć. Dzięki dodatkowej powłoce hydrofobowej filtr odporny jest na wodę i tłuste zabrudzenia, przez co doskonale sprawdzi się w niesprzyjających warunkach pogodowych.

#### Zestaw filtrów żelatynowych Irix Edge IFG-NDS
W ofercie marki Irix dostępny jest zestaw filtrów szarych (Edge IFG-NDS) o trzech gęstościach: 0.6 (ND4), 0.9 (ND8) oraz 1.2 (ND16). Redukują one ilość światła o odpowiednio 2, 3 oraz 4 stopnie przysłony. Filtry wykonane są z ultra-cienkiej folii optycznej o grubości zaledwie 0.1 milimetra, co pozwala ograniczyć zniekształcenia optyczne i geometryczne do absolutnego minimum. Filtry żelatynowe Edge zaprojektowane zostały z myślą o obiektywach Irix wyposażonych w specjalny uchwyt, znajdujący się na mocowaniu bagnetowym. Dzięki temu rozwiązaniu możliwe jest jednoczesne używanie filtrów nakręcanych i żelatynowych w obiektywie Irix 15mm f/2.4, a także uzyskanie dłuższych czasów naświetlania w trakcie korzystania z obiektywu Irix 11mm f/4.0.

## Funkcje obiektywów
Focus Lock
Funkcjonalność dostępna w obiektywach marki Irix, pozwalająca zablokować pozycję pierścienia ostrości na wybranej pozycji. Realizowana jest za pośrednictwem dodatkowego pierścienia, który służy także do regulacji oporu, z jakim obraca się pierścień ostrości.
Skala hipefokalna
Dodatkowe oznaczenie widoczne na obiektywach Irix 11mm f/4.0 oraz 15mm f/2.4, ułatwiające posługiwanie się skalą ostrości. Pozwala w łatwy sposób uzyskać maksymalną dostępną głębię ostrości dla zadanej wartości przysłony.
Funkcja Click-stop at infinity
Wyczuwalne i słyszalne kliknięcie, pojawiające się w momencie ustawienia pierścienia ostrości na pozycję „nieskończoność”. Dostępne w obiektywach szerokokątnych Irix 11mm f/4.0, 15mm f/4.0 oraz 45mm f/1.4. Pozwala ustawić ostrość na nieskończoność, bez spoglądania na skalę na obiektywie, co znajduje zastosowanie między innymi w astrofotografii.

## Wersje wykończeniowe obiektywów
Obiektywy Irix oferowane są w dwóch wersjach wykończeniowych:
Firefly – posiada korpus wykonany z lekkiego i wytrzymałego tworzywa, zaś pierścień ostrości pokryty jest gumą; oznaczenia na obiektywie są nadrukowane.
Blackstone – korpus obiektywu wykonany jest ze stopu aluminiowo-magnezowego, a jego wzornictwo nawiązuje do klasycznych obiektywów manualnych. Wersja ta dodatkowo zawiera laserowo grawerowane oznaczenia wypełnione farbą reagującą na światło UV, co ułatwia posługiwanie się obiektywem w warunkach słabego oświetlenia.